# Ƞ
Cette page contient des caractères spéciaux ou non latins. S’ils s’affichent mal (▯, ?, etc.), consultez la page d’aide Unicode.
Ƞ (minuscule : ƞ), appelé N à long jambage droit, est une lettre additionnelle qui est utilisée dans l'écriture du lakota. Elle est basée sur la forme du N minuscule ‹ n › avec un jambage droit long. Elle n’est pas à confondre avec la lettre eng ‹ Ŋ, ŋ › ni avec le N hameçon rétroflexe ‹ ɳ ›, symbole de la consonne occlusive nasale rétroflexe voisée dans l’alphabet phonétique international, ni non plus avec la lettre grecque eta ‹ Η, η ›.

## Utilisation
Selon Adolf Noreen, certains manuscrits vieux-norrois du Moyen Âge utilisent le ƞ, ŋ ou q pour représenter la consonne nasale vélaire voisée [ŋ] au lieu de n devant g ou k,.
En lakota, le Ƞ est utilisé pour indiquer la nasalisation de la voyelle qu’il suit, tel que défini dans l’orthographe standardisée de 1982. Cependant, dans la pratique et dans le New Lakota Dictionary, dont l’orthographe a été adoptée, la lettre eng ‹ Ŋ, ŋ › est utilisée.
Le symbole /ƞ/ était utilisé dans l’alphabet phonétique international, de 1951 à 1976, pour représenter la consonne occlusive nasale alvéolaire voisée syllabique, qui est aujourd’hui transcrite /n̩/.

## Représentation informatique
Le N à long jambage droit peut être représenté avec les caractères Unicode suivants :
| formes    | représentations | chaînes de caractères | points de code | descriptions                                       |
| --------- | --------------- | --------------------- | -------------- | -------------------------------------------------- |
| majuscule | Ƞ               | Ƞ                     | U+0220         | lettre majuscule latine n à long jambage de droite |
| minuscule | ƞ               | ƞ                     | U+019E         | lettre minuscule latine n à long jambage de droite |